# Peter Tholse
Peter Tholse, född 6 oktober 1965 i Katrineholm i Sverige, är en svensk tidigare volleybollspelare. Han spelade 370 landskaper med landslaget och var med i laget som tog silver vid  EM 1989 och deltog vid OS 1988. På klubbnivå blev han svensk mästare tre gånger samt västtysk cupmästare 1989.
Peters son Linus Tholse spelar även han volleyboll på elitnivå.